# Goražde
Goražde es una ciudad  y municipio de Bosnia y Herzegovina. Se encuentra en el cantón de Podrinje Bosnio, dentro del territorio de la Federación de Bosnia y Herzegovina.
Con una población de alrededor de 25.000 habitantes antes de la guerra de Bosnia (1992-1995), Gorazde después de la limpieza étnica del 1992 ejecutada en Bosnia oriental por parte de las fuerzas serbias, queda como uno de los tres enclaves de mayoría bosníaca de Bosnia oriental y tras la toma por fuerzas serbobosnias de las zonas previamente desmilitarizadas de Zepa y Srebrenica quedó como el único enclave no ocupado. Se encuentra unido al resto de la Federación de Bosnia-Herzegovina por un corredor territorial que discurre entre zonas de la entidad República Srpska (República Serbia de Bosnia).

## Localidades
Este municipio de la Federación de Bosnia y Herzegovina se encuentra subdividida en las siguientes localidades:
- Ahmovići
- Bačci
- Bahovo
- Bakije
- Bare
- Bašabulići.
- Batkovići.
- Bezmilje
- Biljin
- Blagojevići.
- Bogdanići.
- Bogušići
- Borak Brdo.
- Borova.
- Borovići
- Bošanje.
- Boškovići.
- Brajlovići
- Bratiš
- Brekovi
- Brezje
- Brijeg
- Bučje.
- Budići
- Butkovići
- Butkovići Ilovača
- Crvica
- Čitluk
- Čovčići
- Čurovi.
- Ćatovići
- Ćehajići
- Deševa
- Donja Brda
- Donja Bukvica.
- Donje Selo
- Donji Bogovići.
- Dragolji.
- Dragovići.
- Dučići.
- Džindići.
- Džuha.
- Đakovići.
- Faočići.
- Gaj
- Glamoč.
- Gočela.
- Gojčevići.
- Goražde.
- Gornja Brda.
- Gornja Bukvica.
- Gornji Bogovići.
- Grabovik.
- Gradac.
- Gunjačići.
- Gunjevići.
- Gusići.
- Guskovići.
- Hadžići.
- Hajradinovići.
- Hladila.
- Hrančići.
- Hrid.
- Hrušanj.
- Hubjeri.
- Ilino.
- Ilovača.
- Jabuka.
- Jagodići.
- Jarovići.
- Kalac.
- Kamen.
- Kanlići.
- Karauzovići.
- Karovići.
- Kazagići.
- Knjevići.
- Kodžaga Polje.
- Kola.
- Kolijevke.
- Kolovarice.
- Konjbaba.
- Konjevići.
- Kopači.
- Kosače.
- Kostenik.
- Kovači.
- Kraboriš.
- Krašići.
- Kreča.
- Kučine.
- Kušeši.
- Kutješi.
- Laleta.
- Lukarice.
- Ljeskovik.
- Markovići.
- Mašići.
- Milanovići.
- Mirvići.
- Mirvići na Podhranjenu.
- Morinac.
- Mravi.
- Mravinjac.
- Mrkovi.
- Nekopi.
- Nevorići.
- Novakovići.
- Odžak.
- Orahovice.
- Oručevac.
- Osanica.
- Osječani.
- Ostružno.
- Ozrenovići.
- Paraun.
- Perjani.
- Pijestina.
- Pijevac.
- Plesi.
- Podhomara.
- Podhranjenu.
- Podkozara Donja.
- Podkozara Gornja.
- Podmeljine.
- Poratak.
- Potrkuša.
- Pribjenovići.
- Prisoje.
- Prolaz.
- Pršeši.
- Radići.
- Radijevići.
- Radmilovići.
- Radovovići.
- Raškovići.
- Ratkovići.
- Rešetnica.
- Ropovići.
- Rosijevići.
- Rusanj.
- Sedlari.
- Seoca.
- Sijedac.
- Skravnik.
- Slatina.
- Sofići.
- Sopotnica.
- Spahovići.
- Surovi.
- Šabanci.
- Šašići.
- Šehovići.
- Šemihova.
- Šovšići.
- Šućurići.
- Trebeševo.
- Tupačići.
- Uhotići.
- Ustiprača.
- Ušanovići.
- Utješinovići.
- Vitkovići.
- Vlahovići.
- Vlajčići.
- Vraneši.
- Vranići.
- Vranpotok.
- Vrbica.
- Vremci.
- Vučetići.
- Zabus.
- Zakalje.
- Zapljevac.
- Završje.
- Zemegresi.
- Zidine.
- Zorlaci.
- Zorovići.
- Zubovići.
- Zubovići u Oglečevi.
- Zupčići.
- Žigovi.
- Žilići.
- Žitovo.
- Živojevići.
- Žuželo.

## Demografía
En el año 2009 la población de la municipalidad de Goražde era de 30 264 habitantes. La superficie del municipio es de 248.8 kilómetros cuadrados, con lo que la densidad de población era de 122 habitantes por kilómetro cuadrado.